# Оредеж (селище)
Оредеж (рос. Оредеж) — селище у Лузькому районі Ленінградської області Російської Федерації.
Населення становить 2709 осіб. Належить до муніципального утворення Оредежське сільське поселення.

## Історія
Згідно із законом від 28 вересня 2004 року № 65-оз належить до муніципального утворення Оредежське сільське поселення.

## Населення
| 2007 | 2010  |
| ---- | ----- |
| 2714 | ↘2709 |